# تیم ملی فوتسال زنان تاجیکستان
تیم ملی فوتسال زنان تاجیکستان نماینده تاجیکستان در مسابقات بین‌المللی فوتسال زنان است و زیر نظر فدراسیون فوتبال تاجیکستان (FFT) اداره می‌شود.

## تاریخچه
تیم تاجیکستان اولین حضور بین‌المللی خود را هنگام میزبانی اولین دوره مسابقات فوتسال زنان کافا در سال ۲۰۲۲ انجام داد. اولین مسابقه آنها با تساوی ۱-۱ در برابر قرقیزستان خاتمه یافت‌. یعد از آن با پنج شکست متوالی در رده آخر قرار گرفت.